# 25. Festiwal Polskich Filmów Fabularnych w Gdyni
25. Festiwal Polskich Filmów Fabularnych odbył się w 2000 w Gdyni.

## Laureaci
Złote Lwy dla najlepszego filmu: Życie jako śmiertelna choroba przenoszona drogą płciową reż. Krzysztof Zanussi
Złote Lwy dla producenta najlepszego filmu: Studio Filmowe „TOR”.
Nagroda specjalna Jury:
dla Pół serio: dla reżysera Tomasza Koneckiego, scenarzysty Andrzeja Saramonowicza, autora zdjęć Tomasza Madejskiego.
Nagrody indywidualne:
- reżyseria: Andrzej Czarnecki Istota
- scenariusz: Grzegorz Łoszewski Noc świętego Mikołaja
- debiut reżyserski: Łukasz Barczyk Patrzę na ciebie Marysiu
- rola kobieca: Maja Ostaszewska Patrzę na ciebie Marysiu i Prymas
- pierwszoplanowa rola męska: Zbigniew Zapasiewicz Życie jako śmiertelna choroba przenoszona drogą płciową
- zdjęcia: Arkadiusz Tomiak Daleko od okna
- muzyka: Abel Korzeniowski Duże zwierzę
- scenografia: Michał Hrisulidis Daleko od okna
- drugoplanowa rola męska: Krzysztof Pieczyński Daleko od okna
- dźwięk: Piotr Domaradzki Ostatnia Misja
- montaż: Jarosław Barzan Pół serio
- kostiumy: Małgorzata Zacharska Daleko od okna

Jury przyznało nagrodę Januszowi Morgensternowi za inicjatywę producencką cyklu Święta polskie (filmy: Cud Purymowy, Noc świętego Mikołaja, Żółty szalik).
Dodatkowe nagrody aktorskie: Edyta Olszówka i Rafał Królikowski za role komediowe w filmie Pół serio.
Nagroda Dziennikarzy: Życie jako śmiertelna choroba przenoszona drogą płciową, reż. Krzysztof Zanussi
Złoty Paw, nagroda dziennikarzy dla najgorszego filmu: Enduro bojz, reż. Piotr Starzak
Złoty Klakier dla najdłużej oklaskiwanego filmu: Żółty szalik, reż. Janusz Morgenstern
Nagroda jury młodzieżowego:
Daleko od okna, reż. Jan Jakub Kolski
Egoiści, reż. Mariusz Treliński
Nagroda dla najlepszego filmu komediowego ufundowaną przez Video Studio Gdańsk: Wielkie rzeczy. Gra reż. Krzysztof Krauze.
Nagroda Prezydenta Gdyni za debiut aktorski: Michał Bukowski Patrzę na ciebie Marysiu.
Nagroda Stowarzyszenia Filmowców Polskich za twórcze przedstawienie współczesności: Wielkie rzeczy. Gra Krzysztofa Krauzego.
Nagroda festiwalu w Toronto dla największej indywidualności festiwalu: Janusz Gajos – Żółty szalik
Nagroda Prezesa Zarządu TVP „za wybitną kreację aktorska”: Andrzej Seweryn Prymas. Trzy lata z tysiąca
Nagroda Krajowej Rady Radiofonii i Telewizji dla filmu telewizyjnego: Cud purymowy, reż. Izabella Cywińska

## Jury
- Juliusz Machulski (przewodniczący) – reżyser, scenarzysta, producent
- Krzesimir Dębski – kompozytor, skrzypek
- Kinga Dunin – publicystka, socjolog kultury
- Jan Englert – aktor, reżyser, pedagog
- Andrzej Haliński – scenograf
- Gabriela Kownacka – aktorka
- Michał Kwieciński – reżyser, producent
- Marcel Łoziński – reżyser – dokumentalista
- Piotr Sobociński – operator filmowy

## Filmy konkursowe
Bajland, reż. Henryk Dederko
Chłopaki nie płaczą, reż. Olaf Lubaszenko
Cud purymowy, reż. Izabella Cywińska
Człowiek wózków, reż. Mariusz Malec
Daleko od okna, reż. Jan Jakub Kolski
Duże zwierzę, reż. Jerzy Stuhr
Egoiści, reż. Mariusz Treliński
Enduro Bojz, reż. Piotr Starzak
Istota, reż. Andrzej Czarnecki
Kalipso, reż. Adek Drabiński
Nie ma zmiłuj, reż. Waldemar Krzystek
Niech gra muzyka, reż. Andrzej Barański
Nieznana opowieść wigilijna, reż. Piotr Mularuk
Noc świętego Mikołaja, reż. Janusz Kondratiuk
Ostatnia misja, reż. Wojciech Wójcik
Patrzę na ciebie, Marysiu, reż. Łukasz Barczyk
Pierwszy milion, reż. Waldemar Dziki
Pół serio, reż. Tomasz Konecki
Prymas. Trzy lata z tysiąca, reż. Teresa Kotlarczyk
Skarby ukryte z cyklu Opowieści weekendowe, reż. Krzysztof Zanussi
Strefa ciszy, reż. Krzysztof Lang
Szczęśliwy człowiek, reż. Małgorzata Szumowska
To ja, złodziej, reż. Jacek Bromski
To my, reż. Waldemar Szarek
Wielkie rzeczy: Gra, reż. Krzysztof Krauze
Zakochani, reż. Piotr Wereśniak
Żółty szalik, reż. Janusz Morgenstern
Życie jako śmiertelna choroba przenoszona drogą płciową, reż. Krzysztof Zanussi

## Pokazy specjalne
Bukowskie Elegie
Czarodziej światła
Król sokołów, reż. Václav Vorlíček
Mała Vilma, reż. Márta Mészáros
Trzeci cud, reż. Agnieszka Holland
Warszawa – pejzaż z Singerem, reż. Henryka Dobosz i Andrzej Klimaszewski
Wierność, reż. Andrzej Żuławski
Wszyscy moi bliscy, reż. Matej Minac
Wybrańcy bogów umierają młodo, reż. Krzysztof Bukowski
Wyrok na Franciszka Kłosa, reż. Andrzej Wajda
Zbrodnia i kara, reż. Piotr Dumała